# Museum Vieille Montagne

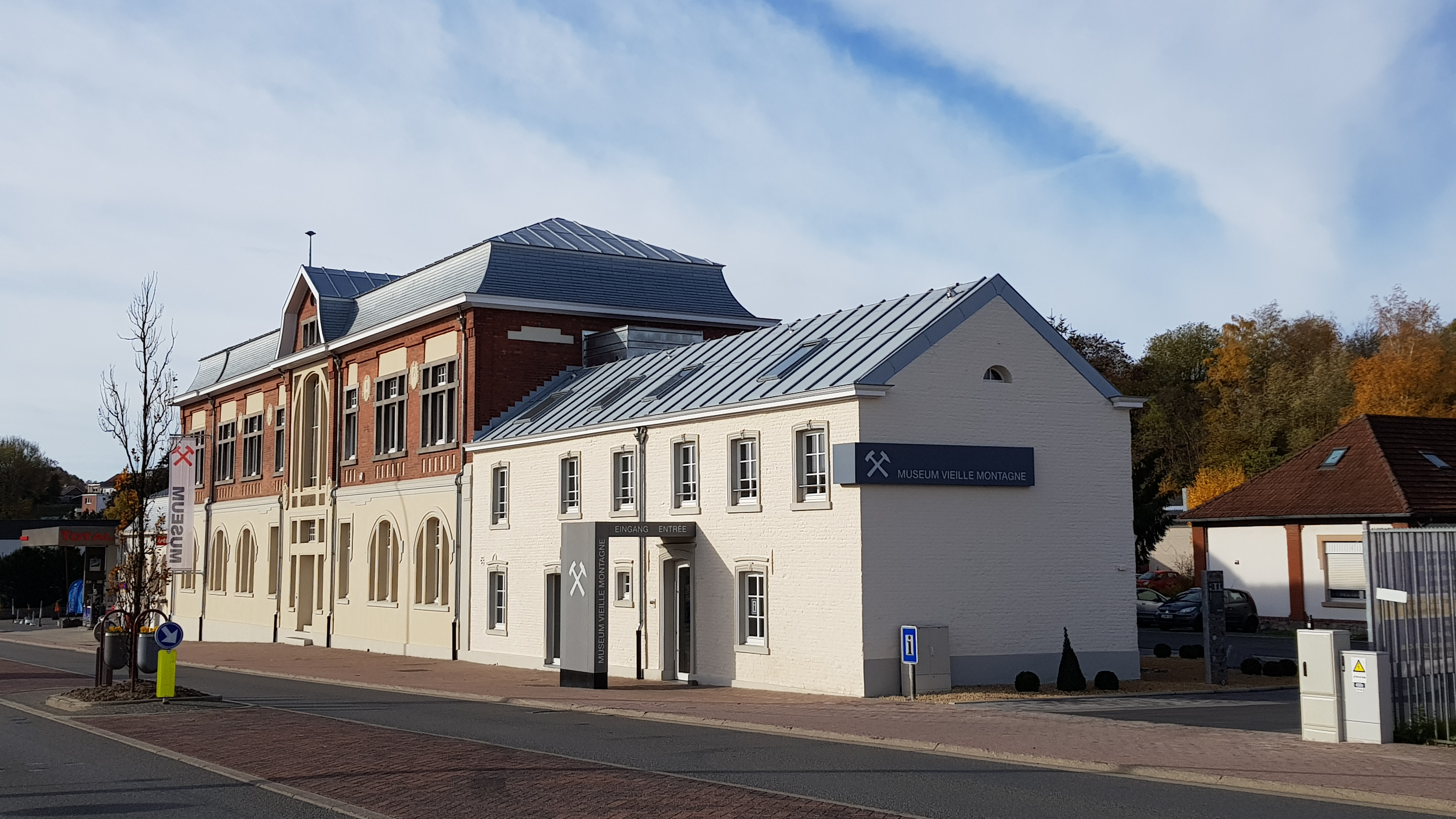
Museum Vieille Montagne

Das Museum Vieille Montagne ist ein staatlich anerkanntes Museum im Ort Kelmis in der Provinz Lüttich. Es wurde 2018 im ehemaligen und unter Denkmalschutz stehenden Direktionsgebäude Vieille-Montagne eingerichtet und löste das zuvor seit 1984 in der Villa Bruch in der Maxstraße eingerichtete „Göhltalmuseum“ ab.

## Geschichte

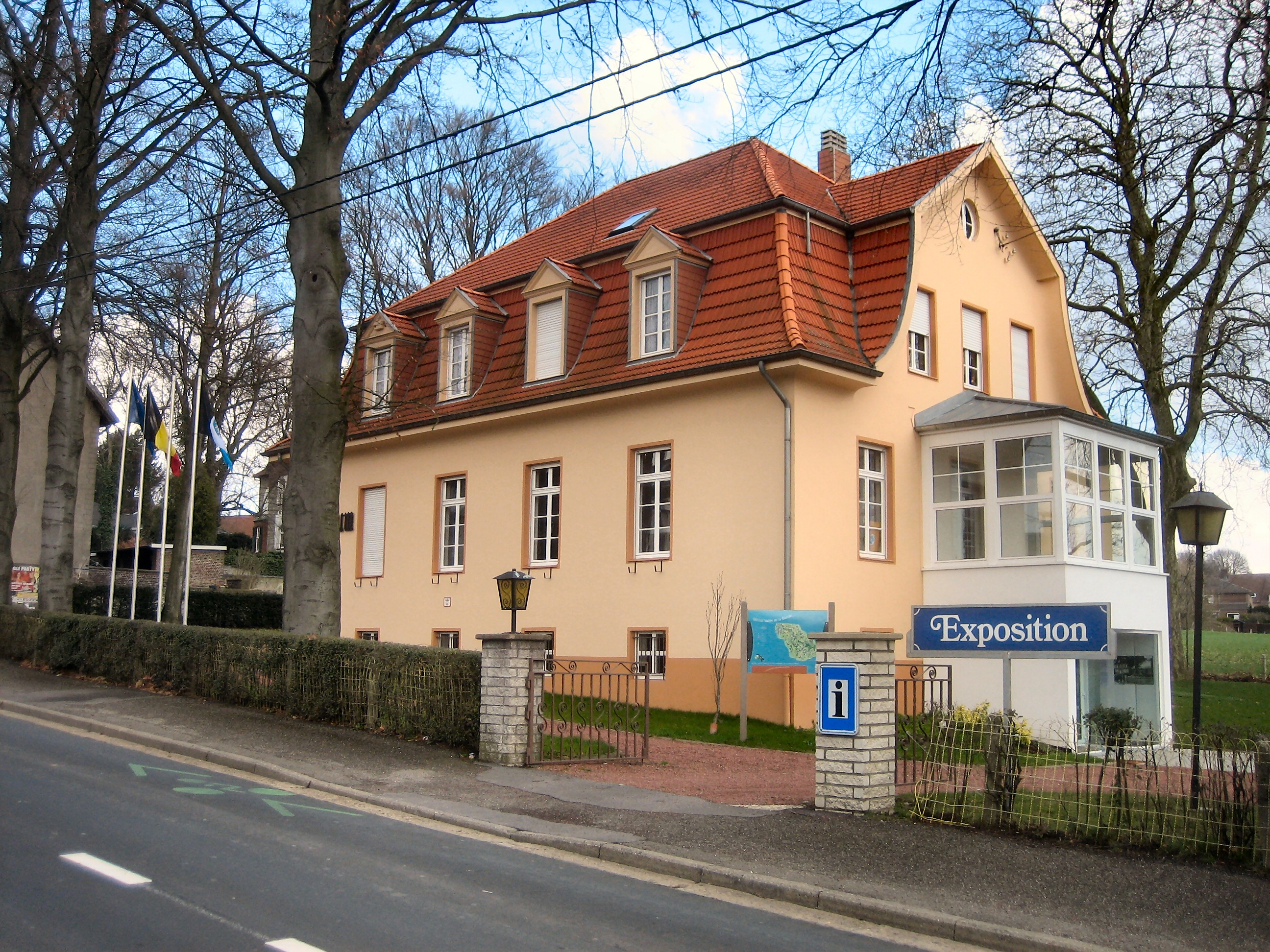
Villa Bruch, ehemaliges Göhltalmuseum

Im Jahr 1970 gründete sich die „Göhltalvereinigung“, die die Historie der Gemeinde Kelmis und der benachbarten Orte aufarbeiten wollte. Dabei wurden zahlreiche Objekte und Fundstücke sowie Presse- und Bildmaterial gesammelt. Die Gemeinde Kelmis stellte Räumlichkeiten in der ehemaligen Villa des Filztuchfabrikanten Reinhard Bruch zur Verfügung, die die ehemalige Teil-Gemeinde Neu-Moresnet 1962 erworben und als Bürgermeisteramt genutzt hatte und die nach der Gemeindefusion 1977 zu Kelmis gelangte. Im Jahr 1984 wurde schließlich das Göhltalmuseum feierlich als Heimatmuseum eröffnet.
Mit dem Anwachsen der Sammlungen veränderte sich das Konzept von einem Heimat- zu einem Wirtschaftsmuseum. Da nun die Räumlichkeiten nicht mehr ausreichten, beschloss die Gemeinde Kelmis im Jahr 2014 den Kauf des ehemaligen Direktionsgebäudes der Aktiengesellschaft Vieille Montagne, das sich zwischenzeitlich im Besitz der Unternehmerfamilie Ohn befunden hatte, und dessen umfangreiche behindertengerechte Sanierung bzw. Restaurierung. Unter dem neuen Namen „Museum Vieille Montagne“ wurde es schließlich am 14. September 2018 eröffnet. Die Museumsverwaltung untersteht seitdem der Gemeinde Kelmis; die Historikerin Céline Ruess wurde als erste Direktorin des neuen Museums eingesetzt. 

## Konzept und Aufbau

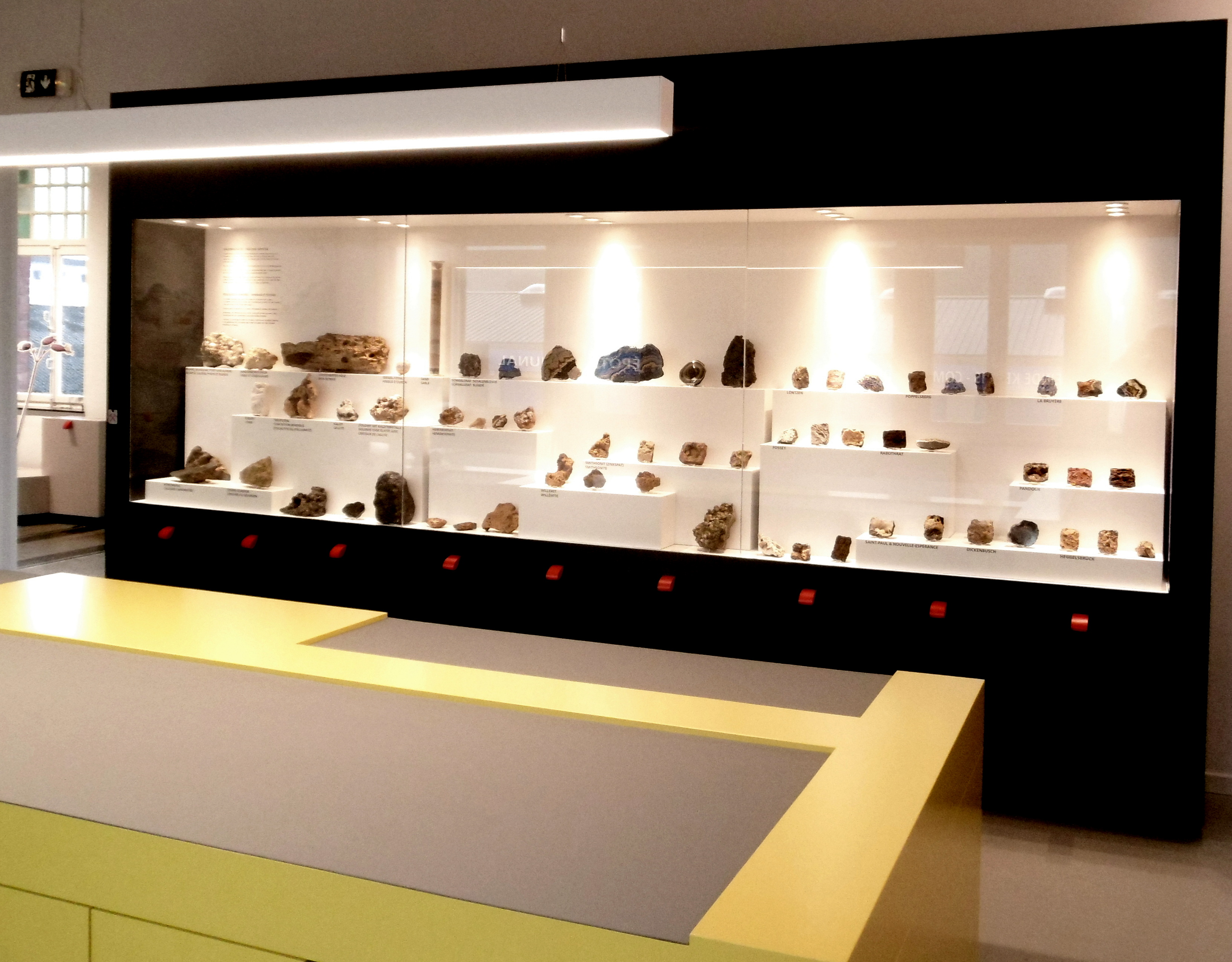
Steinesammlung

In seiner Dauerausstellung präsentiert das Museum die Geschichte des Ortes Kelmis, dessen Entwicklung abhängig von den Zinkvorkommen in seiner näheren Umgebung war und der auf Grund von nationalen Besitzstreitigkeiten über diese Bodenschätze zum Hauptort des zwecks Beendigung der politischen Zwistigkeiten installierten und von 1815 bis 1918 existierenden neutralen Kleinstaates Neutral-Moresnet avancierte.
Die Ausstellung zeigt, wie Kelmis durch die verschiedenen Erzvorkommen und vor allem das Galmei seit dem Mittelalter im Fokus der politischen Interessengruppen stand und wie auf Grund des Ankaufs der Zinkminen durch den Chemiker und Erfinder Jean-Jacques Dony im Jahr 1806 der professionelle Abbau von Zinkspat begann. Ferner zeigt die Ausstellung, wie nach Donys Insolvenz im Jahr 1819 den mit der Übernahme durch den Bankier und Unternehmer François-Dominique Mosselman und mit dessen Gründung der Société Anonyme des Mines et Fonderies de Zinc de la Vieille-Montagne im Jahr 1837 einhergehenden industriellen und auch sozialen Aufschwung der Region. Mit diesem sozialen Aufschwung stieg die Bevölkerung der Region von etwa 300 im Jahr 1800 auf rund 5000 Bewohner zwischen den beiden Weltkriegen an. Ausführlich präsentiert man zudem die Geschichte der Aktiengesellschaft selbst, ihre europaweite Expansion, die wichtigsten Führungspersonen sowie ihre umfangreiche Produktpalette.

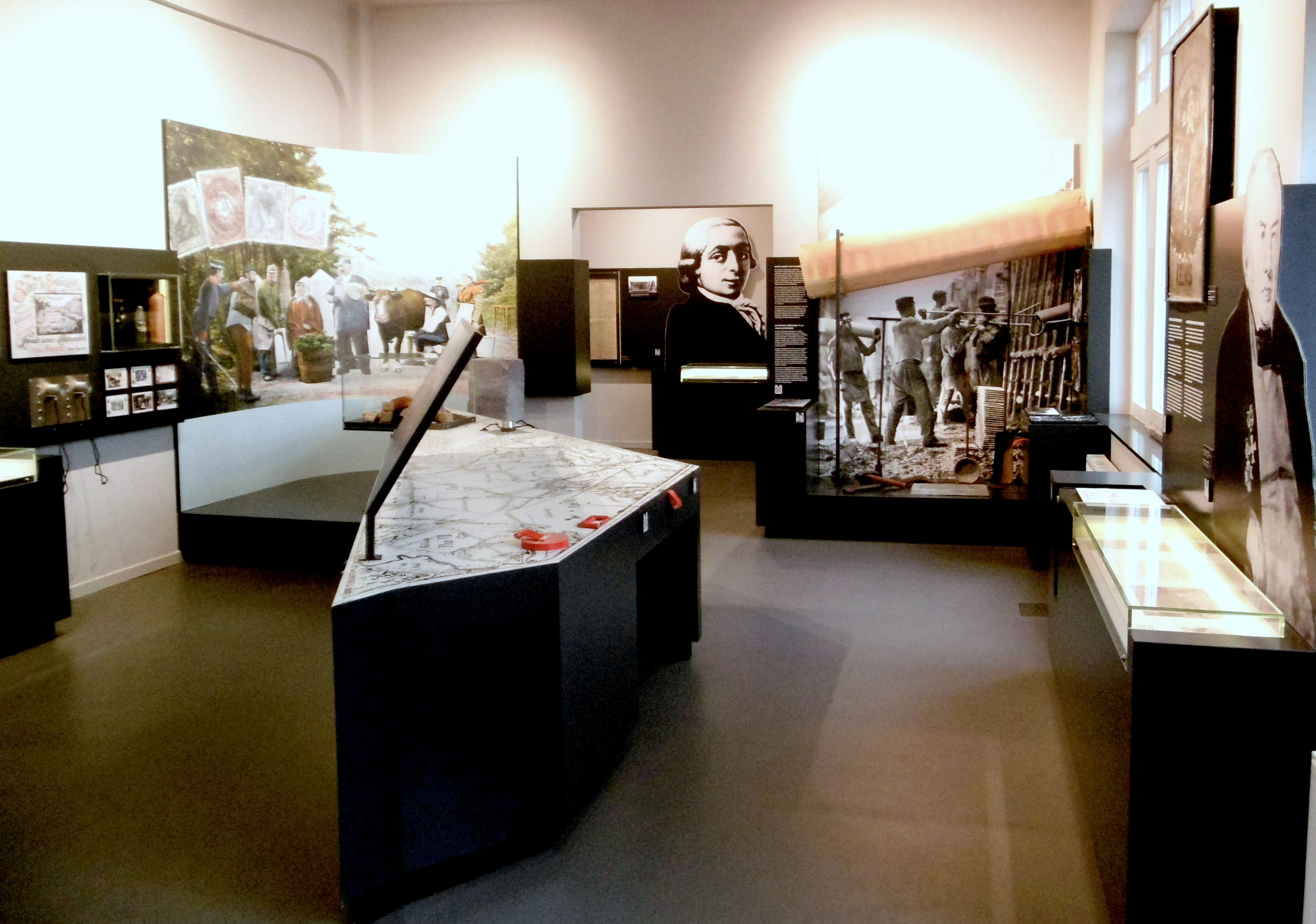
Ausstellungsraum Neutral-Moresnet

Ein weiterer Bereich stellt mittels Landkarten, Bildern und Exponaten die knapp über 100-jährige Geschichte von Neutral-Moresnet dar. Erläutert werden unter anderem die Beweggründe zur Einrichtung des Gebietes sowie seine soziale und räumliche Infrastruktur, seine Privilegien wie die Zoll- und Steuervergünstigungen und die damit verbundene Schmuggelproblematik sowie die Freistellung vom Wehrdienst. Zudem werden bedeutende und mit der Region verbundene Personen porträtiert wie der Betriebsarzt der VM und stellvertretende Bürgermeister Wilhelm Molly sowie dessen Ansinnen, in Neutral-Moresnet das Esperanto als „Staatssprache“ einzuführen.
Ein separater Raum präsentiert anhand von Dokumentationen, historischen Uniformen und Werkzeugen die Eisenbahngeschichte der Region. Vor allem wird hierbei die Bedeutung der von 1871 bis 1952 betriebenen Industriebahn dargelegt. Sie war vom Bahnhof Kelmis, der als Nebengebäude mit dem ehemaligen Direktionsgebäude verbunden war, ausgehend als Linie 39 A über ein Nebengleis mit den Strecken nach Plombières und Montzen sowie nach Welkenraedt und Herbesthal verbunden, deren Gleistrassen mittlerweile nach dem Ende des Bergbaus stillgelegt und zu Radwegen des RAVeL-Netzes umgebaut wurden.
Darüber hinaus stehen Räumlichkeiten für Wechselausstellungen zur Verfügung, die 2019 unter anderem die Zeit des Ersten Weltkrieges thematisieren sowie die Nachkriegszeit, als Kelmis dem belgischen Staat angegliedert wurde.
Tragbare Audioguides in mehreren Sprachen sowie ein kleines Raumkino, in dem kurze Dokumentarfilme gezeigt werden, stehen zur Verfügung.